# Палка
Палка — обычно длинный, прямой кусок дерева, чаще всего ветка без листьев. Также палкой можно считать длинный прямой предмет из любого вещества, способного сохранять форму. В связи с доступностью является одним из самых древних предметов быта человека и приматов. Использовалась в качестве как орудия труда, так и оружия, а также при многих играх, в которых выполняет функции спортивного инвентаря или непосредственно игрушки (в 2008 году палка была включена в число экспонатов Национального зала славы игрушек в США). В усовершенствованном виде многие предметы дошли и до наших дней.

## Сфера применения

### Быт
- Палочки для еды
- Посох
- Рычаг
- Трость
- Частокол
- палка колбасы — (простореч: батон колбасы)
- Палка для селфи

### Оружие
- Бо (посох)
- Булава
- Палица
- Пика
- Дубина
- Кол
- Фалака

### Спорт
- Бита
- Кий
- Клюшка
- Лыжные палки
- Турник

### Культура
- Волшебная палочка
- Палка исполняет у диких народов ту роль в обрядах, какую у народов культурных играет жезл и во многих случаях является прототипом последнего. Уполномочение посредством передачи палки (или жезла) встречается у многих народов. В старинных немецких законах и юридических обычаях палка имела несколько символических значений, чаще всего служила признаком власти и уполномочения[1].